# Patrícia Ice Arena 37
La Patrícia Ice Arena 37 est une patinoire de Piešťany en Slovaquie. Nommé Zimný štadión Piešťany, elle ouvre en 1986.
En 2009, elle est renommée Patrícia Ice Arena 37.
Il s'agit du domicile du club de hockey sur glace du ŠHK 37 Piešťany. Elle a accueilli le Mémorial Ivan Hlinka et le championnat du monde moins de 18 ans de hockey sur glace 2002.
La première bagarre générale lors d'un championnat du monde junior de hockey sur glace s'est déroulée en 1987 au Zimný štadión Piešťany lors du match Canada - URSS.